# Perisama sinuatolinea
Perisama sinuatolinea är en fjärilsart som beskrevs av Charles Oberthür 1916. Perisama sinuatolinea ingår i släktet Perisama och familjen praktfjärilar. Inga underarter finns listade i Catalogue of Life.